# Commersonia tahitensis
Commersonia tahitensis är en malvaväxtart som först beskrevs av Laurence J. Dorr, och fick sitt nu gällande namn av C.F.Wilkins och Whitlock. Commersonia tahitensis ingår i släktet Commersonia och familjen malvaväxter. Inga underarter finns listade i Catalogue of Life.